# Lunel-Viel
Lunel-Viel é uma comuna francesa na região administrativa de Occitânia, no departamento de Hérault. Estende-se por uma área de 11,97 km². Em 2010 a comuna tinha 4 227 habitantes (densidade: 353,1 hab./km²).